# アリタリア・エクスプレス

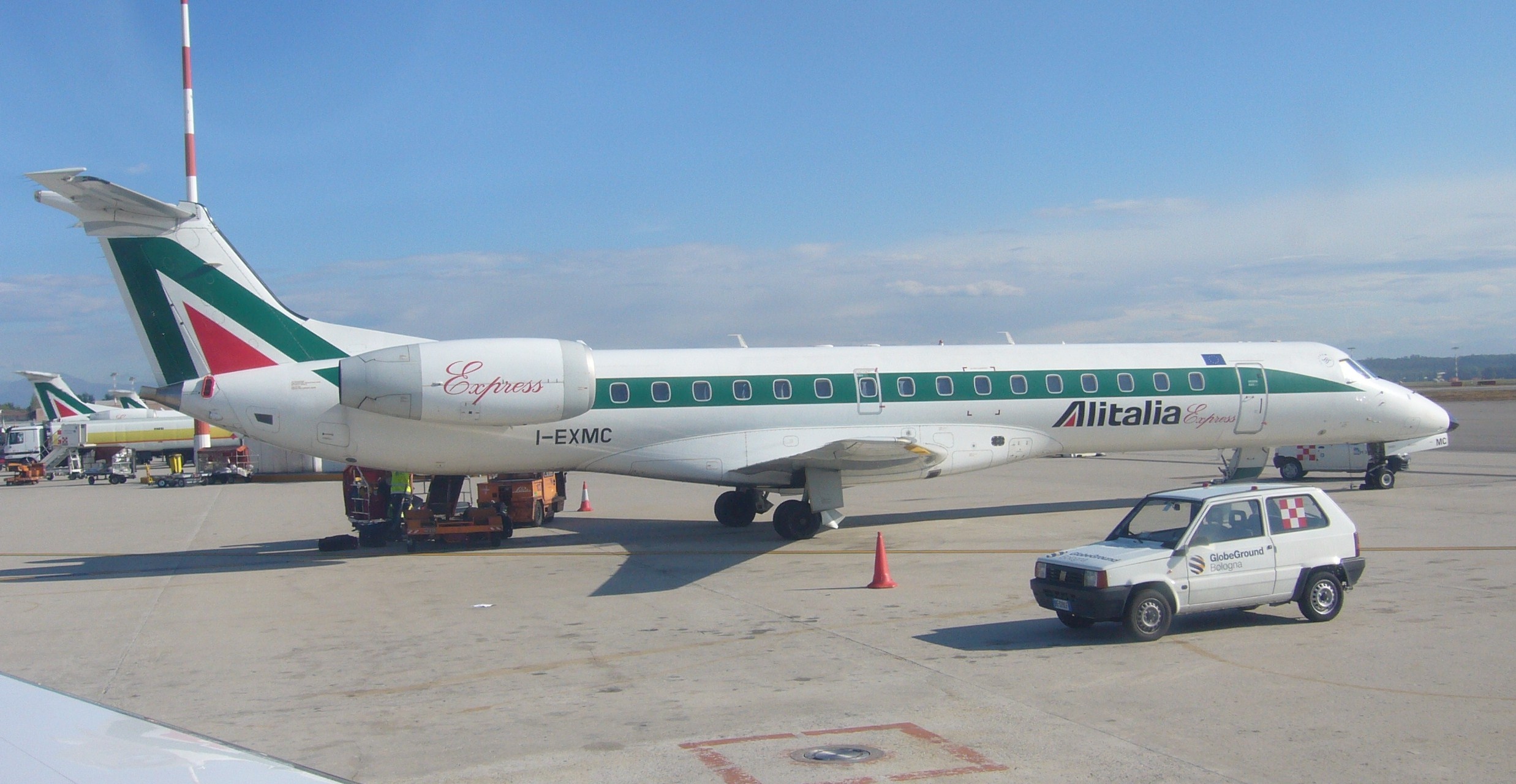
アリタリア・エクスプレスERJ型機

アリタリア・エクスプレス (Alitalia Express) は、イタリアに存在した地域航空会社である。主に親会社アリタリア-イタリア航空のハブ空港と地方空港を結ぶ路線を運航していた。2015年2月に親会社であるアリタリア-イタリア航空へ事業統合し消滅した。

## 主な就航地
- ローマ  イタリア ハブ空港
- ミラノ  イタリア ハブ空港
- ロンドン  イギリス
- デュッセルドルフ  ドイツ
- ニース  フランス

など合計31都市

## 保有機材
- ATR-42-300
- ATR-72-500
- ERJ-145
- EMB-170
- BAe146